# Кочанова, Мария Ростиславовна
Мария Ростиславовна Кочанова (род. 30 мая 2002, Луга, Ленинградская область) — российская легкоатлетка, специализирующаяся в прыжках в высоту. Четырехкратная Чемпионка России 2021,2024, 2025 . Мастер спорта России международного класса (2021).  13.07.2025 победительница «Кубка сильнейших спортсменов» в прыжке в высоту с личным рекордом и третьим результатом мирового сезона – 2.00

## Биография
Родилась 30 мая 2002 года в городе Луга Ленинградской области. В 2013 году переехала с семьей в Санкт-Петербург, где и начала заниматься спортом. Тренируется в СШОР по лёгкой атлетике Выборгского района Санкт-Петербурга под руководством Кристины Ловачёвой и Елены Попковой.
В 2018 году получила звание «Мастер спорта России», в 2021 году — «Мастер спорта России международного класса».
В 2021 году стала чемпионкой России с результатом 1,94 м.

## Спортивная карьера
Первые успехи на международной арене были еще в юношеском возрасте. Бронзовая медаль Первенства Европы до 18 лет (2018 год, Дьер). А также серебро юношеской Олимпиады 2018 в Аргентине.  
После чего настал небольшой спад в результатах. Но уже в 2021 году был реализован потенциал и увеличен личный рекорд сразу на 7 сантиметров. Со 187 до 194. А также впервые были завоеваны титулы на взрослых соревнованиях (Чемпионате России , а также Кубке России и Чемпионате России в помещениях).   
В 2022 году также занимала различные призовые места на всероссийских соревнованиях, а также первенствах России и Чемпионате России. Лучший результат сезона в 2022 году - 192. 
В 2023 году продолжает оставаться на уровне призовых мест, а также выигрывает Первенство России до 23 лет в Екатеринбурге с результатом 192. Лучший результат сезона 2023 - 193. 
В 2024 году зимой травмируется и зимний сезон не получается. После чего выигрывает Командный Чемпионат России (193 см) и отбирается на игры Брикс, где также занимает высшую ступень пьедестала (195 см). После чего выигрывает все старты сезона, включая Кубок России, Первенство России до 23 лет, Чемпионат России, а также все остальные всероссийские коммерческие старты. Трижды за этот сезон выполняет Олимпийский Норматив. А также находится на 7ой строчке мирового рейтинга на 2024 год.  
В августе 2024 года победила в международных соревнованиях по лёгкой атлетике в Златоусте (Челябинская область). 
В июле 2025 года установила личный рекорд, впервые преодолев высоту 200 см на соревнованиях в Бресте.  

## Основные результаты

### Международные
| Год  | Соревнования                      | Место проведения        | Место | Результат            |
| ---- | --------------------------------- | ----------------------- | ----- | -------------------- |
| 2018 | Чемпионат Европы среди юношей     | Дьёр, Венгрия           | 3     | 1,83 м               |
| 2018 | Чемпионат мира среди юниоров      | Тампере, Финляндия      | 5     | 1,87 м               |
| 2018 | Летние юношеские Олимпийские игры | Буэнос-Айрес, Аргентина | 2     | 3,71 м (1,84 + 1,87) |
| 2019 | Чемпионат Европы среди юниоров    | Бурос, Швеция           | 6     | 1,84 м               |
| 2024 | Игры стран Брикс                  | Казань, Россия          | 1     | 1,95 м               |
| 2024 | Соревнования по лёгкой атлетике   | Златоуст, Россия        | 1     | 1,95 м               |
| 2025 | Кубок сильнейших спортсменов      | Брест, Беларусь         | 1     | 2,00 м               |

### Национальные
| Год  | Соревнования                               | Место проведения | Место | Результат |
| ---- | ------------------------------------------ | ---------------- | ----- | --------- |
| 2021 | Чемпионат России в помещении               | Москва           | 3     | 1,91 м    |
| 2021 | Чемпионат России                           | Чебоксары        | 1     | 1,94 м    |
| 2022 | Чемпионат России в помещении               | Москва           | 5     | 1,88 м    |
| 2022 | Чемпионат России                           | Чебоксары        | 3     | 1,91 м    |
| 2023 | Чемпионат России в помещении               | Москва           | 7     | 1,85 м    |
| 2023 | Первенство России среди молодежи до 23 лет | Екатеринбург     | 1     | 1,92 м    |
| 2024 | Первенство России среди молодежи до 23 лет | Санкт-Петербург  | 2     | 1,89 м    |
| 2024 | Командный Чемпионат России                 | Сочи             | 1     | 1,93 м    |

## Награды и звания
В 2018 году получила звание «Мастер спорта России», в 2021 году — «Мастер спорта России международного класса».